# Мельницький привілей

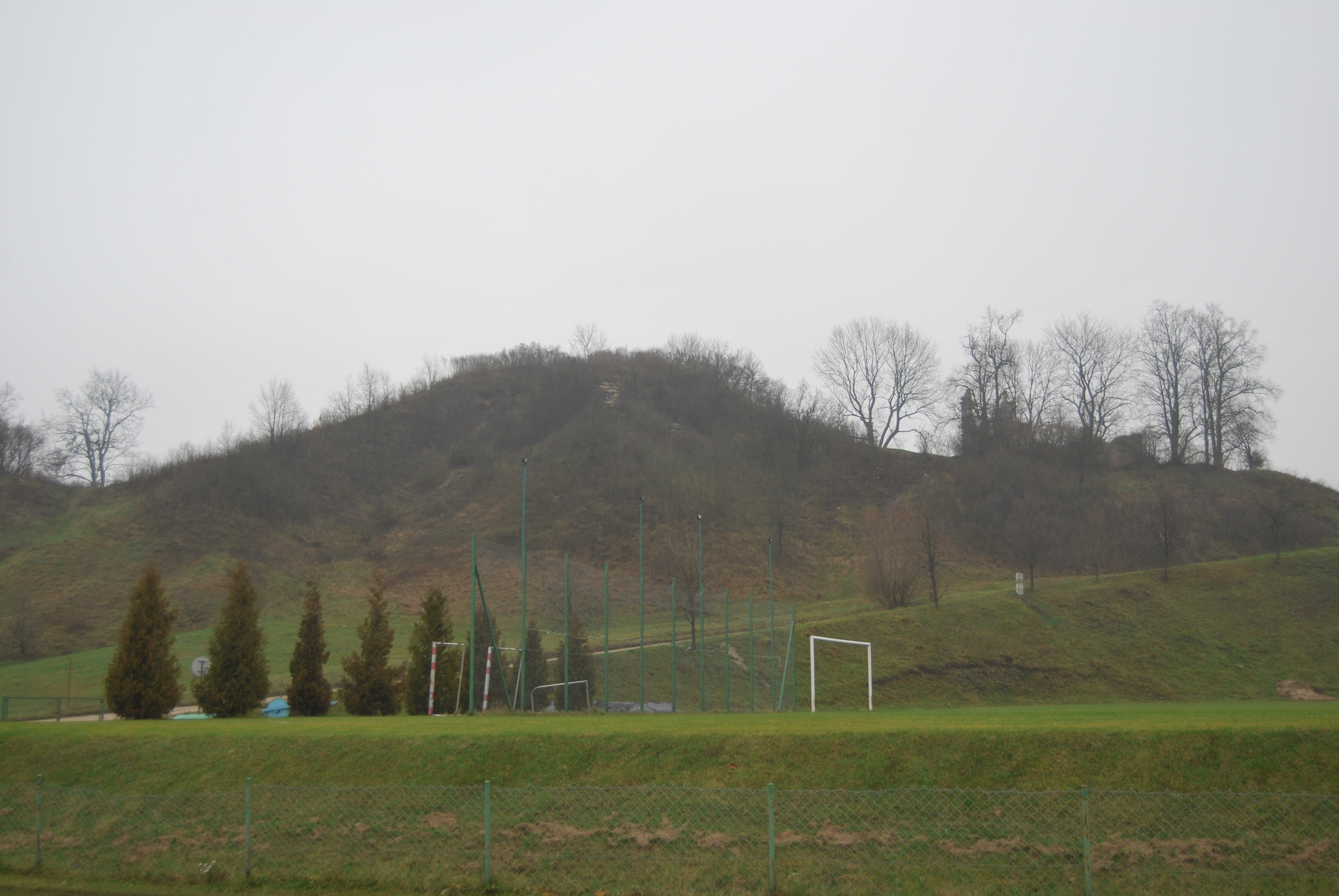
Замкова гора в Мельнику

Мельницький привілей, Мельницький акт — привілей, виданий Олександром Ягеллончиком у Мельнику 25 жовтня 1501 року, який суттєво обмежив королівську владу на користь сенату та практично запровадив у Польщі олігархічно-аристократичну республіку з відкликаним королем на чолі сенату.

## Генеза
Після смерті Казимира IV Ягеллончика (1492 р.) польсько-литовська персональна унія була розірвана. Ян I Ольбрахт прийняв правління в Польщі, а його брат Олександр став Великим князем Литовським. Наслідуючи приклад свого батька, Ольбрахт заснував своє правління з опорою на шляхті, що призвело до подальших привілеїв (Пйотркувський статут 1496 р.) і викликало невдоволення шляхти. Невдалий молдавський похід (1497) ускладнив зовнішні відносини і призвів до зростання значення дворян у внутрішній політиці. У Великому князівстві Литовському було ще складніше становище, особливо в міжнародному плані. Успіхи Івана III Васильовича в централізації Великого Московського князівства призвели до створення великих військових сил, які мали перевагу над литовським військом. Обидві ослаблені держави Ягеллонів уклали 1499 року Віленський союз (так звану Віленську унію), який, окрім обіцянок військової допомоги, включав положення щодо майбутнього злиття обох держав під спільним скіпетром, що давало литовцям вплив на вибори короля Польщі, а поляки про обрання великого князя. У 1500 році Литовські війська зазнали важкої поразки в битві під Ведрошею. Крім того, у той час південні землі Великого князівства були спустошені татарськими набігами. Наступного року Ян Ольбрахт помер. Відкрилася можливість реалізації Віленської угоди.

## Видання привілею
Литвини та їхній правитель, які безпосередньо ризикували втратити значну частину своєї території, були більше зацікавлені в об'єднанні держав. Становище Олександра ще більше погіршувалося розбратом у домі Ягеллонів. Його брат Владислав II Ягеллончик, король Богемії та Угорщини, спочатку підтримував кандидатуру свого молодшого брата Сигізмунда, а згодом хотів стати королем Польщі. У цій ситуації обрання Олександра 3 жовтня 1501 року обрання королем Польщі сеймом у Пьотркуві було оплачено значними поступками з литовського боку. Литвини погодилися на запропоновану унію (Мельницьку унію), що погіршило становище Великого князівства щодо Віленської угоди. Унія не була реалізована на практиці. Олександр змушений був погодитися на суттєве обмеження королівської влади в Польщі та надання привілеїв сенату. Договір, укладений у Пйотркуві, був підтверджений привілеєм, виданим 25 жовтня в Мельнику.

## Положення привілею
- Сенат став установою, яка приймала найважливіші державні рішення. У разі розбіжності в думках перевагу мала мати думка найвищих сенаторів.
- Король мав головувати в сенаті та виконувати його рішення. Слабке становище правителя підкреслювалося його сенаторським титулом princeps senatus, що посилався на римську традицію.
- Король втратив вільне право призначати сенаторів. Він призначав за згодою сенату лише найнижчі вакантні посади. Сенатори повинні були займати вищі посади шляхом просування відповідно до ієрархії сенатських посад після того, як виникла вакансія.
- Старости, які раніше були невідкличними представниками короля в провінціях, мали бути підпорядковані Сенату через призначені Сенатом комісії для нагляду за діяльністю старост.
- Сенатори мали відповідати лише перед Сенатом.
- Королю можна було чинити опір, якщо він не виконував рішення сенату або втручався в його повноваження.

Мельніцький привілей сформував майже абсолютно нову політичну систему в Польщі. Система шляхетської демократії ще не склалася. Незважаючи на дедалі зростаюче значення середнього шляхетства, його представницькі інститути все ще перебували в процесі створення та кристалізації своїх повноважень. Виявилося, що в ключові моменти на рішення переважно впливало шляхту через посади, які вони займали, і важливість сенату, який представляв цю групу, що походить від королівської ради. Шляхетство також шляхом виборчих переговорів домоглося закріплення, точніше, захоплення повноти влади. Привілей встановлював форму олігархічно-аристократичної республіки в державі з титулярним королем як виконавцем рішень сенату, який представляв членів олігархії. Метою збереження влади в її руках було обмеження доступу до Сенату шляхом контролю за королівськими призначеннями на найнижчі сенатські посади та системою просування по службі, повністю незалежною від короля.

## Під владою сенату
Отримання Мельницького привілею слід розглядати не лише з точки зору обмеження влади короля, а й як вияв боротьби магнатів за збереження панування над шляхтою, що в привілеї отримало назву turbo malorum vel levium (лат. «натовп» людей), які недобрі та безрозсудні"). Після посилення значення шляхти та вального сейму як її представництва за правління Казимира IV Ягеллона та Яна Ольбрахта магнатерія зробила рішучу спробу позбавити шляхту політичного впливу. Надто широкі привілеї магнатського сенату були однією з причин недовготривалості системи влади, встановленої Мельницьким привілеєм. Новий лад із самого початку викликав невдоволення шляхти. Вона відмовилася платити податки і не приєдналася до посполитого рушення. Старости не співпрацювали з сенатом. У судовій системі, адміністрації та скарбниці панувала анархія. На сеймі 1503 року сенат спробував схилити на свій бік шляхту, посиливши законодавство щодо міщан і селян. Однак на практиці влада вислизнула з рук сенату. Переважала інерція прийняття рішень. Король залишався в Литві, воюючи проти Великого князівства Московського. Незважаючи на відсутність військових успіхів і укладення невигідного перемир'я в 1503 році, позиція Олександра після повернення до Польщі була сильнішою, ніж у 1501 році. Його рішуче підтримувала середня шляхта. Йому вдалося створити сильну, віддану партію. Йому полегшила це смерть його брата, примаса кардинала Фридерика Ягеллончика, і пов'язані з цим можливості для особистої діяльності. Співробітник короля Анджей Борисевський став архієпископом Гнєзненським, а Ян Ласький, лідер опозиційної до магнатів великопольської шляхти, став канцлером. Є ще один аспект поточної боротьби за владу, який необхідно взяти до уваги. У Сенаті переважали малопольські пани, які також мали сильні позиції в цій провінції. Оплотом шляхетського руху була Великопольща, а розбрат всередині лицарського стану вилився в міжповітову ворожнечу.

## Скасування привілею
На сеймі, скликаному в 1504 році в Пйотркуві, Ласький очолив наступ шляхти на магнатів Малопольщі. Було підірвано одне з джерел влади магнатів. Високопосадовці, які часто займали кілька посад одночасно, отримували дохід від земельних володінь, прикріплених до цих посад. Було прийнято постанову про те, що посади канцлера і підканцлера не можна поєднувати з іншими найвищими і водночас найприбутковішими сенаторськими званнями (incompatibilitas). Не менш важливою була постанова, що обмежувала розподіл і заставу королівського майна. Відтепер король міг робити це лише на загальних зборах, тобто під контролем шляхти. Сейм також встановив точну сферу діяльності (повноваження) маршалка, канцлера і підскарбія. Ці реформи зміцнили позиції шляхти, але водночас сприяли посиленню королівської влади. Шляхта відновила позиції, ослаблені Мельницьким привілеєм. Остаточну перемогу вона здобула на наступному сеймі в Радомі (1505). Цей сейм, прийнявши конституцію Nihil novi, остаточно скасував положення Мельницького привілею, визнавши його недійсним.